# Archaischer Jazz
Archaischer Jazz ist ein Sammelbegriff der Jazzforschung für die im letzten Drittel des 19. Jahrhunderts insbesondere in der Region New Orleans entstandenen Vorformen des klassischen Jazz, d. h. des New Orleans Jazz, also die Musik afroamerikanischer Minstrel- und Ragtimeorchester, aber auch von Street Bands und Spasm Bands. 
Der amerikanische Soziologe und Pianist Ben Sidran erklärt den frühen Jazz als „Ergebnis der Verschmelzung von Zirkus- und Minstrelmusik mit der Tradition des Blues“. Er ist für ihn „die städtische Artikulationsform“ der afroamerikanischen Kultur. Der  deutsche Jazzforscher Alfons M. Dauer weist darauf hin, dass dabei europäische Musikformen wie etwa die Marschmusik polyrhythmisch verformt wurden, ohne dass von ihrem Grundmetrum abgegangen wurde.